# Maria di Warden
Maria di Warden è un'opera in quattro atti di Pietro Abbà Cornaglia, su libretto di Cesare Bordiga. La prima rappresentazione ebbe luogo al Teatro Rossini di Venezia il 29 novembre 1884.

## Trama
Maria, figlia di uin ricco scozzese, è innamorata di Enrico, capitano di mare, ma viene costretta dal padre a sposare il conte di Warden. Il marito la tradisce apertamente con Elda, una giovane orfana che ha accolto nella propria casa. Enrico cerca di convincere Maria a fuggire, ma Maria nonostante tutto non vuole mancare ai propri doveri coniugali. In occasione di una festa in onore di Elda organizzata dal conte, ha luogo uno scontro tra quest'ultimo ed Enrico, e i due si sfidano a duello. Elda tenta di avvelenare Maria nella speranza di conquistare il titolo di contessa, ma il veleno viene per errore bevuto dal conte, entrato nelle stanze di Maria prima di affrontare la sfida con Enrico. Prima di morire, il conte fa in tempo ad accusare Elda dell'avvelenamento, a chiedere perdono e ricongiungere Maria ed Enrico.